# Villovieco
Villovieco è un comune spagnolo di 108 abitanti situato nella comunità autonoma di Castiglia e León.